# Rozdarta kurtyna
Rozdarta kurtyna (ang. Torn Curtain) – amerykański thriller z 1966 roku, w reżyserii Alfreda Hitchcocka.

## Treść
Michael Amstrong, światowej sławy naukowiec, wraz ze swoją narzeczoną Sarą udaje się do Kopenhagi na zjazd naukowców. Michael udaje zagorzałego komunistę, ale w rzeczywistości jest amerykańskim szpiegiem, który ma do wykonania misję. Z Kopenhagi, Michael udaje się do Berlina Wschodniego, z zamiarem odkrycia jednego z tajnych rosyjskich projektów. Tymczasem nieświadoma niczego Sarah odbiera wiadomość przeznaczoną dla narzeczonego, z której wynika, że Michael zamierza zdradzić kraj i pracować na rzecz Wschodnich Niemiec. Postanawia podążyć za nim i go powstrzymać przed zdradą...

## Główne role
- Paul Newman - Prof. Michael Armstrong
- Julie Andrews - Sarah Sherman
- Hansjörg Felmy - Heinrich Gerhard
- Tamara Toumanova - Ballerina
- Wolfgang Kieling - Hermann Gromek
- Ludwig Donath - Profesor Gustav Lindt
- Günter Strack - Profesor Karl Manfred
- David Opatoshu - Pan Jakobi
- Gisela Fischer - Dr Koska
- Alfred Hitchcock - mężczyzna z dzieckiem w holu hotelowym